# Culicoides subfagineus
Culicoides subfagineus is een muggensoort uit de familie van de knutten (Ceratopogonidae). De wetenschappelijke naam van de soort is voor het eerst geldig gepubliceerd in 1998 door Delecolle & Ortega.